# R–16
Az R–16 (NATO-kódja: SS–7 Saddler) első generációs szovjet interkontinentális ballisztikus rakéta. 1962–1976 között állt hadrendben, ebben az időben a szovjet hadászati rakétacsapatok alapvető típusa volt. GRAU-kódja 8K64. Maximális hatótávolsága 5–6 Mt-s termonukleáris robbanófejjel 11 000 km, 3 Mt-s termonukleáris töltettel 13 000 km. A rakétát az ukrajnai Juzsnoje tervezőiroda fejlesztette ki és a Juzsmas gépgyár gyártotta.

## Története
Az R–16 volt ez első, katonai feladatokra ténylegesen használható szovjet első generációs interkontinentális ballisztikus rakéta. Kifejlesztésére 1956. december 17-én adott megbízást a Szovjetunió Minisztertanácsa a Mihail Jangel akadémikus vezetése alatt álló dnyepropetrovszki Junozsnoje tervezőiroda (OKB–586) számára. A rakétarendszer kifejlesztésében több más tervezőiroda is részt vett. A hajtóművek kifejlesztését a Valentyin Glusko vezetése alatt álló OKB–456 tervezőiroda végezte. A cél egy olyan rakéta kifejlesztése volt, amely lényegesen felülmúlja a korlátozott műszaki és alkalmazási lehetőségekkel rendelkező első szovjet interkontinentális ballisztikus rakétát, az R–7 Szemjorkát, és feltöltött állapotban huzamosabb ideig tárolható. A szűkre szabott fejlesztési határidő miatt a rakéta tervezéséhez felhasználták az R–12 és R–14 közepes hatótávolságú ballisztikus rakéták több alkatrészét.
A rakétát kezdetben kizárólag földfelszíni indításhoz tervezték. A nehézkes előkészítés és harckész állapotba hozás, valamint a csekély védelem miatt már 1960-ban az R–16-tal párhuzamosan elkezdték a módosított, R–16U típusjelű, föld alatti silóból indítható változatának a kifejlesztését.
A rakéta első kísérleti indítására 1960. október 24-én került volna sor Bajkonurban, de a rohamtempóban végzett előkészítés során elkövetett hibák miatt a rakéta az indítóállásban felrobbant. A Nyegyelin-katasztrófaként is ismert eseménynek közel 100 fő esett áldozatul, többek között a rakétakísérletet felügyelő Mitrofan Nyegyelin légi marsall is. (A rakéta tervezője, a robbanásnál szintén jelen lévő Mihail Jangel túlélte a katasztrófát.)
A katasztrófát követően több módosítást hajtottak végre a rakétán, majd egy évre rá több indítást is végeztek. A második indítás is csak részben volt sikeres, mert a rakéta indítás után letért a meghatározott pályájáról. 1960-tól nagy iramban folyt a Sekszna–V (8P764) silórendszer fejlesztése is. 1961 második felében elkezdték öt siló építését Bajkonurban, majd 1962 júniusában végrehajtották az első indítást föld alatti silóból is.

## Alkalmazása
1961. november 1-jén felállították az első három R–16-tal felszerelendő ezredet Nyizsnyij Tagil, valamint Jurja település (Kirovi terület) közelében, amelyek elkezdték a felkészülést a rakéták üzemeltetésére. 1963 februárjában kezdték el felszerelni az első ezredet (Nyizsnyij Tagilban) R–16 rakétákkal, 1963. július 15-én pedig hivatalosan is hadrendbe állt a rendszer. 1965-ig összesen 186 siló épült a rakéták számára a Szovjetunió különböző pontjain. A fokozatos kivonásukat 1971-ben kezdték el, 1976-ra az utolsó R–16–ot is leszerelték.  Az R–16 rakétákat az UR–100K és RT–2 típusok váltották fel.

## Műszaki jellemzői
A rakéta kétfokozatú. Az R–7-től eltérően az R–16-nál a második fokozatot az első fokozat elé helyezték, így kisebb átmérőjű, lényegesen kompaktabb felépítésű lett a rakéta, ezáltal silóból történő indításra is alkalmassá vált. A rakétatest alumínium és magnézium ötvözetből készült, szerkezeti tömege mindössze 10,6 t volt. A két fokozat négy db piropatronnal szétrobbantható csapszeges rögzítéssel illeszkedett egymáshoz.
Mindkét fokozat folyékony hajtóanyagú rakétahajtóművet kapott. Az első fokozatban 3 db RD–218 hajtómű kapott helyet, 4 db szintén folyékony hajtóanyagú RD–8 kormányhajtóművel kiegészítve. A második fokozatban egy db RD–219 típusú hajtómű és egy négykamrás RD–69 kormányhajtómű volt. A hajtóművek és kormányhajtóművek egy közös kereten helyezkedtek el, ez csatlakozott a rakétatesthez.
Hajtóanyagként aszimmetrikus dimetil-hidrazint, oxidálószerként az AK–27I jelű anyagot használták, amely 73% salétromsavból és 27% nitrogén-tetroxidból állt. A hajtóanyag hipergol jellegű, vagyis a tüzelőanyag és az oxidálóanyag keveredésekor öngyulladás következett be. Az üzemanyag- és oxidálóanyag-tartály túlnyomásos volt, nagynyomású levegő segítségével juttatták a hajtóanyag-komponenseket a hajtóművekbe. A silóból indítható R–16U változatnál a nagyobb üzembiztonság érdekében levegő helyett nitrogéngázt alkalmaztak. A nagynyomású levegő, illetve nitrogén gömb alakú tartályai a műszer-egységben kaptak helyet.
A rakéta kezdetben 1 db 3 Mt hatóerejű termonukleáris robbanófejet hordozott. Irányítása tehetetlenségi programirányítás, az irányítórendszert a harkovi OKB–692 tervezőiroda fejlesztette ki. Szórása 12 000 km-es hatótávolság mellett 2700 m volt.

## Külső hivatkozások
- A rakétát kifejlesztő Pivdenne (Juzsnoje) tervezőiroda honlapja
- R-16 / SS-7 Saddler, GlobalSecurity.org
- R-16 / SS-7 SADDLER – A FAS.org ismertetője